# ФК Капаз
ФК Капаз (азер. Kəpəz Professional Futbol Klubu) је азербејџански фудбалски клуб из Ганџе. Своје утакмице игра на Градском стадиону у Ганџи, капацитета 26.120 гледалаца. Клупске боје су жута и плава. Тренутно се такмичи у Премијер лиги Азербејџана.

## Историја
Клуб је основан 1959. године. До осамостаљења били су победници Прве лиге Совјетског Савеза 1967, другог ранга такмичења, па су играли сезону 1968. у елитном рангу под тадашњим именом Динамо Кировабад. Од формирања Премијер лиге Азербејџана играли су у њој и освојили три титуле првака 1995, 1998. и 1999, поред 4 Купа Азербејџана.. У Премијер лиги су играли све до 2007, када су избачени због банкрота. Након две године паузе у сезони 2009/10. вратио се у Прву лигу Азербејџана (други ранг), а исте сезоне је као првак Прве лиге обезбедио пласман у Премијер лигу Азербејџана. Клуб је 2011. променио име из Ганџа у своје старо име Капаз.

## Успеси клуба
- Премијер лига Азербејџана:

Првак (3): 1994/95, 1997/98, 1998/99.
- Куп Азербејџана:

Освајач (4): 1993/94, 1996/97, 1997/98, 1999/00.
- Прва лига Совјетског Савеза (други ранг):

Првак (1): 1966/67.

## Ганџа у европским такмичењима
| Сезона   | Такмичење            | Коло        | Држава             | Екипа            | Домаћин | Гост | Укупан резултат |
| -------- | -------------------- | ----------- | ------------------ | ---------------- | ------- | ---- | --------------- |
| 1995/96. | УЕФА куп             | 1           | Аустрија           | Аустрија Беч     | 0:4     | 5:1  | 1:9             |
| 1997/98. | Куп победника купова | кв.         | Летонија           | Динабург         | 0:1     | 1:0  | 0:2             |
| 1998/99. | УЕФА Лига шампиона   | 1. коло кв. | Пољска             | Лођ              | 1:3     | 4:1  | 1:7             |
| 1999/00. | УЕФА Лига шампиона   | 1. коло кв. | Северна Македонија | Слога Југомагнат | 2:1     | 1:0  | 2:2             |
| 2000/01. | УЕФА куп             | 1. коло кв. | Турска             | Анталијаспор     | 0:2     | 5:0  | 0:7             |

## Познати бивши играчи
- Рамиз Хусеинов
- Елмир Ханкишјев
- Азер Мамедов
- Сергеј Соколов
- Иракли Бераја
- Гога Бераја